# Leptoseris foliosa
Espèce
Statut de conservation UICN

 LC  : Préoccupation mineure
Statut CITES
Leptoseris foliosa est une espèce de coraux de la famille des Agariciidae.

## Publication originale
- Dinesen, 1980 : A revision of the coral genus Leptoseris (Scleractinia: Fungina: Agariciidae. Memoirs of the Queensland Museum, vol. 20, pp. 182-235 (en).